# Crusader: No Remorse
Crusader: No Remorse — відеогра в жанрі екшн, розроблена компанією Origin Systems та видана Electronic Arts. Реліз відбувся 31 серпня 1995 року на ПК для платформи DOS, а 1997 року портована на Sony PlayStation та Sega Saturn. Також були випущені версії гри для Microsoft Windows (2011) та MacOS (2012).
Сюжет розгортається у світі антиутопії XXII століття, навколо бійця елітного підрозділу під ім'ям «Глушник» (англ. Silencer). Він повинен протистояти тиранії уряду під керівництвом Світового економічного консорціуму (англ. World Economic Consortium (WEC) та приєднується до повстанців.
Так як відеогра була добре прийнята критиками, 1996 року, ексклюзивно для ПК, вийшов сиквел — Crusader: No Regret.

## Ігровий процес
Відеогри поділена на місії, кожна з яких відбувається на окремих рівнях і має свої завдання. Дизайн різноманітний, від різних офісів і заводів до військових баз і космічних станцій. Крім ворогів (солдатів, бойових роботів), персонажу потрібно буде уникати пасток і розв'язувати головоломки. Також трапляються і НПС, яких можна вбити без наслідків та забрати їх гроші. Ігрову валюту можна потратити на покупку нової зброї. Кожен рівень оснащений охоронною системою, що може бути активізована такими діями як, наприклад, попаданням у поле зору камер відеоспостереження, стрільбою або знищенням спеціальних закритих дверей. Під час активації сигналізації персонаж отримує жорсткий супротив сил противника, тому гравці уникають цього, вимикаючи її. У No Remorse не можна носити понад п'ять видів зброї одночасно.
Для 1990-х років, відеогра мала високий рівень інтерактивного оточення. Більшість предметів на рівні можна знищити вогнем, а деякі пастки й охоронні механізми можливо застосувати проти ворогів. Рівні розроблені так, щоб гравець тактично використовував ресурси гри для нанесення максимальних збитків при мінімальній витраті. Ігрові предмети (такі як зброя, амуніція, гроші, аптечки) розкидані по рівнях, даючи можливість гравцю збільшувати потенціал персонажа протягом гри.

## Сюжет
Під час економічної кризи кінця XX століття, нації на планеті Земля стали організовуватися у величезні економічні супер-конгломерати. Згодом ці континентальні організації злилися у Світовий Економічний Консорціум (англ. World Economic Consortium (WEC)). СЕК, замість мирних методів, використовував тиранію. І тому більшість цивільних прав було скасовано, податки піднялися вище 90  %, армія використовувалася для придушення опору, а поняття «свобода» було знищене. Силу і процвітання мали лише вищі керівники СЕК. Керували консорціумом президент Готьє й голова Натаніель Дрейган. Лише організація під назвою «Опір» (англ. Resistance) протистояла СЕК, на чолі з колишнім полковником СЕК, а тепер генералом, Квентіном Максіс. «Опір» була громадою з кількаох нечисленних і погано озброєних груп із соціально різними людьми до яких входили колишні солдати СЕК, дисидентами, бандити, робітники.
У першій заставці показано троє піхотинців, що поверталися з проваленої місією, у ході якої вони відмовилися відкрити вогонь по мирним громадянам, прийнятими (можливо помилково) за повстанців. Вони потрапляють у засаду бойового робота СЕК, і двоє з них гинуть. Уцілілий, безіменний капітан (персонаж гравця), знищує робота гранатою. Зваживши свої шанси, він вирішує примкнути до «Опору», де, бувши символом військової сили СЕК і політичної філософії, стикається до нього з недовірою та ненавистю. У процесі гри «Глушник», під час проходження небезпечних місій і часто з неякісним обладнанням, але безперервно добивається успіху під час їх виконання, поступово заслуговуючи довіру у своїх колег.
Врешті-решт «Глушник» розсекречує плани СЕК щодо космічної станції, яка здатна завдати удару у будь-яку точку Землі та, за бажанням, можуть провести атаку по об'єктам «Опору» в будь-яку мить. Усі такі об'єкти знаходяться під загрозою орбітального бомбардування поки не здадуться або вони будуть знищені. У той же час «Опір» вже був розбитий зсередини, а всі його учасники вбиті. Але, не дивлячись на це, капітан пробирається на платформу «Пильність» (англ. Vigilance Platform), щоб знищити її. Зрадник також знаходиться на станції, охороняючи ключ доступу. Він викликає головного героя на дуель за право володіти ключем доступу. Після перемоги він покидає платформу «Пильність», знищуючи її, а з ним зв'язується Дрейган і обіцяє помститися.

## Розробка
Відеогра використовує модифіковану версію рушія Ultima VIII: Pagan у ізометричній проєкції, що підтримує SVGA-графіку. У звуковому супроводі використовується спеціальна технологія — Asylum Sound System, яка використовує MOD-файли замість General MIDI, для одержання високої якості звуку без розрахунку на дороге обладнання. Кожна місія і підмісій у відеогрі мають власну музичну тему. Музика була написана Ендрю Сега та Деном Грандопі з компанії Straylight Productions.
У Crusader у катсценах використовуються відео-монологи з живими акторами. Як і інші товари Origin, обидві Crusader продаються з матеріалами, що відносяться до їх ігрового всесвіту — наприклад, з пропагандистськими плакатами, газетами та посібниками від СЕК і «Опору».
Crusader містить у собі кілька посилань до серії Wing Commander та інших відеоігор. У початковій заставці показана така ж система дат як і в Wing Commander (за номером року слідує десяткове число, що означає конкретний день). Згідно передісторії Wing Commander, Конфедерація Терранів — це уряд, яке замінило собою СЕК. «Star*Soldier», керівництво до Wing Commander Arena, містить рекламу ігрового фільму під назвою «No Regret», де повідомляється, що він заснований на реальних подіях. Крім того, заголовок газети, доданий у колекційне видання «No Remorse», згадує SHODAN і космічну станцію Цитадель — це відсилання до System Shock, а кров'яні операційні столи, які можна побачити на деяких рівнях, схожі на ті, що були в Bioforge і на яких створювався основний персонаж — LEX. Головний геймдизайнер Тоні Зуровес, що ці збіги лише пасхальні яйця, і Crusader не поділяє ігровий всесвіт із жодною іншою ігровою серією.

## Оцінки й відгуки
| Агрегатор    | Оцінка                                              |
| ------------ | --------------------------------------------------- |
| GameRankings | 84,00 % (PC) 73,20 % (PlayStation) 70,70 % (Saturn) |

| Видання        | Оцінка                                      |
| -------------- | ------------------------------------------- |
| Game Informer  | 7,25/10 (PlayStation)                       |
| GameSpot       | 8,4/10 7,1/10 (PlayStation) 7,4/10 (Saturn) |
| IGN            | 7/10 (PlayStation)                          |
| PC Gamer (США) | 93 %                                        |

У 1996 році Crusader: No Remorse виграла нагороду «Найкраща екшн-відеогра року» від журналу Computer Gaming World та посіла 38 місце серед «150-ти найкращих комп'ютерних ігор усіх часів»; крім того, одна з ігрових гвинтівок (Ultraviolet Rifle) зайняла 6-те місце серед «150-ти найкращих способів померти в ПК-грі». Журнал GameStar поставив її на 93 місце у рейтингу «100 найважливіших комп'ютерних ігор дев'яностих». Хоч ця версія відеогри…
Німецька версія відеогри зазнала цензури через надмірну жорстокість (видалені кровопролиття, передсмертні крики, змінений вплив на ворогів від рушниць Unifier PL-1 та UV-9 Pulsar).

## Продовження
1996 року ексклюзивно для ПК вийшов сиквел — Crusader: No Regret.
Також планувалася третя відеогра серії, але ніколи не була видана. Вона мала кілька робочих назв, таких як  Crusader 3: No Escape, Crusader II і Crusader: No Mercy. Тоні Зуровек покинув Origin і приєднався до компанії Digital Anvil, а Origin сфокусувала свою увагу на Ultima Online. Основна мета відеогри полягала в захоплені шатла та нападу на СЕК, щоб відновити на Землі мир і процвітання.
2006 року словацька компанія-розробник «Outsider Development» намагалася переконати EA портувати Crusader: No Remorse на PlayStation Portable, але проект під робочою назвою «Crusader: No Pity» був відхилений, незважаючи на підтримку зі сторони Ендрю Сега.
Також відеогра мала великий вплив на команду розробників Fallout.